# Santa Catarina Juquila
Santa Catarina Juquila (kurz Juquila) ist eine Kleinstadt mit gut 8.000 Einwohnern und Sitz der aus etwa 30 Dörfern bestehenden gleichnamigen Gemeinde (municipio) mit insgesamt ca. 18.500 Einwohnern im Süden des mexikanischen Bundesstaats Oaxaca. Seit dem Jahr 2020 ist die Kleinstadt als Pueblo Mágico anerkannt.

## Lage und Klima
Santa Catarina Juquila liegt am Río Olla in der Küstenregion etwa 200 km (Fahrtstrecke) südwestlich von Oaxaca, der Hauptstadt des gleichnamigen Bundesstaates in einer Höhe von ca. 1460 m. Bis zur Pazifikküste sind es etwa 50 km in südwestlicher Richtung. Das Klima ist oft schwülwarm und regnerisch; Regen (ca. 2000 mm/Jahr) fällt nahezu ausschließlich in den Sommermonaten.

## Bevölkerungsentwicklung
| Jahr      | 2000 | 2020 |
| Einwohner | 5044 | 8084 |

Die zum Teil aus dem Umland zugewanderten Bewohner des Ortes (zumeist Chatinos, einer Untergruppe der Zapoteken) sprechen in der Regel mixtekische oder Nahuatl-Dialekte; aber auch Spanisch wird gesprochen.

## Wirtschaft
Auf den Feldern werden traditionell Mais, Bohnen und Gemüse angebaut; seit dem Ende des 19. Jahrhunderts spielt auch Kaffee eine wichtige Rolle im Wirtschaftsleben. In der Kleinstadt selbst gibt es mehrere kleine Handwerksbetriebe und Geschäfte sowie diverse Dienstleistungseinrichtungen des Bank-, Schul- und Gesundheitswesens.

## Geschichte
Menschliche Spuren im Tal von Oaxaca sind etwa 10000 Jahre alt; die Zapoteken dominierten die Region ab etwa 1500 v. Chr., bekamen jedoch nach dem Niedergang von Monte Alban (ca. 900 n. Chr.) Konkurrenz durch die aus dem Norden eingewanderten Mixteken. Beide Völker wurden im Jahr 1458 von den Azteken unterworfen und tributpflichtig gemacht. Im Anschluss an die Eroberung des Aztekenreichs durch die spanischen Konquistadoren unter Hernán Cortés (1519–1521) eroberte dieser auch das Tal von Oaxaca, doch blieb die weitere Umgebung lange Zeit  außerhalb des Interesses der spanischen Kolonialmacht.

## Sehenswürdigkeiten
- Die doppeltürmige Kirche des Santuario de la Inmaculada Virgen wurde im 18. Jahrhundert erbaut, doch nach Erdbebenschäden in den 1930er Jahren restauriert. Die hier verehrte, nur etwa 30 cm hohe Madonnenstatuette ist seit dem Jahr 1719 alljährlich Ziel von ca. 2 Millionen Pilgern.[6][7]
- Das Rathaus (Palacio Municipal) mit seinen zur Straße hin offenen Erdgeschoss-Arkaden und Holzbalkonen im Obergeschoss entstand erst im frühen 20. Jahrhundert.

## Festtag
Eigentlicher Festtag der Madonna (Inmaculada Virgen) ist der 8. Dezember.